# Bisdom Eunápolis
Het bisdom Eunápolis (Latijn: Dioecesis Eunapolitana) is een rooms-katholiek bisdom met als zetel Eunápolis, in Brazilië. Het bisdom is suffragaan aan het aartsbisdom São Salvador da Bahia.

## Geschiedenis
Het bisdom werd opgericht op 12 juni 1996, uit delen van de bisdommen Itabuna en Teixeira de Freitas-Caravelas. 

## Parochies
Het bisdom had in 2021 een oppervlakte van 12.133 km2 en telde 501.000 inwoners waarvan 49,2% rooms-katholiek was.

## Bisschoppen
- José Edson Santana de Oliveira (12 juni 1996 - heden)

São Salvador da Bahia (aartsbisdom) · Alagoinhas · Amargosa · Camaçari · Cruz das Almas · Eunápolis · Ilhéus · Itabuna · Teixeira de Freitas-Caravelas